# 回水乡
回水乡，是中华人民共和国四川省遂宁市蓬溪县曾经下辖的一个乡。2019年9月，撤销回水乡，将其所属行政区域划归明月镇管辖。

## 行政区划
回水乡撤销前下辖以下地区：
黑龙社区、九龙寨村、洞孔村、三叉河村、慧林村、金竹林村、西林村、新市村、圆坝子村和竹花村。